# Xã Washington, Quận Tippecanoe, Indiana
Xã Washington (tiếng Anh: Washington Township) là một xã thuộc quận Tippecanoe, tiểu bang Indiana, Hoa Kỳ. Năm 2010, dân số của xã này là 2.432 người.